# Gérson
Pour les articles homonymes, voir Gerson et Nunes.
Gérson de Oliveira Nunes, connu sous le nom de Gérson, né le 11 janvier 1941 à Niterói dans l’État de Rio de Janeiro, est un footballeur international brésilien.
Il a remporté de nombreux trophées avec les clubs de Flamego, Botafogo, São Paulo et Fluminense, et connaît son heure de gloire avec l’équipe du Brésil de football en remportant la Coupe du monde 1970 au Mexique.
Milieu de terrain reculé, il préfigure le style regista (expression consacrée du football italien), dans lequel un joueur comme Pirlo s'illustrera des dizaines d'années plus tard.

## Biographie

### Premières années
Gérson nait et grandit dans la ville de Niterói, située à l’Est de la baie de Guanabara, en face de Rio de Janeiro. Jeune, il est surnommé papagaio en français : « le perroquet » car il parle beaucoup. Il garde le surnom pendant toute sa carrière, de nombreux coéquipiers s’adressant à lui par cet intermédiaire. Son père et son oncle sont des footballeurs professionnels à Rio. Son père est notamment proche de Zizinho, vedette du Flamengo et de la sélection, considéré comme l'un des plus grands footballeurs brésiliens avant Pelé. Quand Gérson annonce à sa famille qu’il veut devenir footballeur professionnel, son entourage ne s'y oppose donc pas. 
En 1959, à 18 ans, il rejoint Flamengo, l'un des principaux clubs de Rio. Ses modèles sont les milieux de terrain Zizinho et Jair, ou encore Danilo Alvim de Vasco da Gama, mais son style se rapproche davantage de celui de Didi, autre footballeur fameux des années 1950, dont il est bientôt présenté comme le successeur : il allie une bonne technique balle au pied, une frappe du pied gauche particulièrement puissante et une grande habileté à diriger le jeu. 

### Carrière en club
En 1963, alors qu'il est depuis plusieurs saisons un joueur majeur de Flamengo, il décide de ne pas renouveler son contrat et rejoint Botafogo. La lourde défaite en finale du championnat de Rio de Janeiro de 1962 face au club noir et blanc (0-3), au cours de laquelle il eut l'impossible tâche de marquer Garrincha, semble avoir joué dans sa décision de rejoindre une équipe qui rassemble plusieurs des meilleurs joueurs du Brésil (Garrincha, Didi, Nilton Santos, Mário Zagallo et Quarentinha notamment). 
Avec Botafogo, Gérson remporte le Tournoi Rio-São Paulo en 1964 et 1965, le championnat de Rio en 1967 et 1968, et en 1968 la Taça Brasil en français : « Coupe du Brésil », considérée alors comme la plus prestigieuse des compétitions brésiliennes. 
En 1969, il change d’État et signe au São Paulo FC, avec lequel il remporte le championnat de São Paulo en 1970 et 1971. Il termine sa carrière dans le club de son cœur, Fluminense, entre 1972 et 1974. Il y remporte pour la dernière fois le championnat de Rio en 1973.

### Carrière en sélection

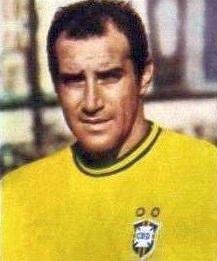
Gérson de Oliveira Nunes en 1970.

Dès sa première saison professionnelle à Flamengo, il est repéré et appelé en sélection « amateur » pour les Jeux panaméricains de 1959 à Chicago. Un an plus tard, il est du voyage pour les Jeux olympiques de Rome où il inscrit quatre buts en trois matchs mais ne peut empêcher l'élimination précoce du Brésil face à l'Italie,. 
L'année suivante il fait ses débuts en équipe nationale. Appelé par le sélectionneur Aymore Moreira pour la Coupe du monde de football de 1962, aux côtés de Garrincha, Pelé et Didi notamment, il doit déclarer forfait pour une blessure au genou qui nécessite une chirurgie.
Gérson participe à la Coupe du monde 1966 en Angleterre, mais n'y joue qu'un match au sein d'une sélection qui déçoit et se trouve éliminée prématurément. Quatre ans plus tard, il est titulaire dans l'équipe du Brésil qui gagne la Coupe du monde 1970 au Mexique. Gérson est un des principaux artisans de la victoire en finale contre l'équipe d'Italie, où il redonne l'avantage à son équipe en deuxième mi-temps d'une lourde frappe du pied gauche. Il est considéré comme le meilleur meneur de jeu et passeur du tournoi, au sein d'une sélection (Pelé, Rivellino, Jairzinho, Tostão, Carlos Alberto, etc.) restée célèbre pour son niveau de jeu et même régulièrement considérée comme la meilleure équipe de football de tous les temps.
Quand il prend sa retraite internationale en 1972, il compte 70 sélections et 14 buts, dont celui inscrit contre l'Italie lors de la Coupe du monde 1970.

### Reconversion

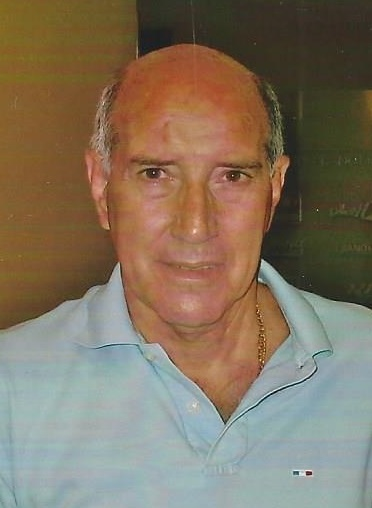
Gérson en 2008.

Dans les années 1970, Gérson va accepter de faire de la publicité pour une marque de cigarettes, au cours de laquelle il dit « Gosto de levar vantagem em tudo » en français : « J'aime prendre profit de tout ». Cette publicité, qu'il dira regretter, lui sera longtemps reprochée et prise en modèle pour lutter contre l'opportunisme supposé des Brésiliens. L'épisode est connu comme la Lei de Gérson (pt) en français : « loi de Gérson ».
Il devient un commentateur réputé dans les médias, sur Radio Globo notamment. Il gère également une école de football, et participe à plusieurs projets sportifs, notamment à Niterói, sa ville natale où il vécut la majeure partie de sa vie. 
En 2004, il est oublié par Pelé dans la liste FIFA 100 des 125 meilleurs footballeurs de l'histoire, ce qu'il lui reproche publiquement à la télévision en pointant notamment le grand nombre de Français dans la liste.

## Statistiques individuelles
Le parcours en club de Gérson est le suivant, :
- 1958 :  Canto do Rio FC (Rio de Janeiro)
- 1959-1963 :  CR Flamengo - 153 matchs (80 buts)
- 1963-1969 :  Botafogo FR - 243 matchs (96 buts)
- 1969-1972 :  São Paulo FC - 75 matchs (11 buts)
- 1972-1974 :  Fluminense FC - 57 matchs (4 buts)

En équipe du Brésil il compte 70 sélections et 14 buts.

## Palmarès
Brésil
- Vainqueur de la Coupe du monde 1970
- Vainqueur de la Copa Roca en 1963 et 1971

CR Flamengo
- Vainqueur du championnat de Rio en 1963

Botafogo FR
- Vainqueur de la Coupe du Brésil en 1968
- Vainqueur du championnat de Rio en 1967, 1968

São Paulo FC
- Vainqueur du championnat de São Paulo  en 1970 et 1971

Fluminense FC
- Vainqueur du championnat de Rio en 1973